# Jardins de l'American Rose Center
Les jardins de l'American Rose Center sont un jardin botanique consacré aux variétés de roses, situé juste à l'ouest de Shreveport en Louisiane (États-Unis). Le domaine abrite également le siège de l'American Rose Society, la société de roses nationale des États-Unis.

## Historique
Créée en 1974, cette roseraie compte quelque 20 000 plants de rosiers, disposés en petits jardins spécialisés, consacrés par exemple aux nouveaux rosiers hybrides, aux variétés sélectionnées par l'association All-America Rose Selections, aux rosiers miniatures, aux rosiers à fleurs simples, etc., dispersés dans un vaste parc boisé. Avec une superficie totale de 47,75 hectares (118 acres), elle est présentée comme le plus vaste parc des États-Unis consacré aux roses.
Située sur Jefferson Paige Road, elle est ouverte tous les jours du 1er avril au 31 octobre. L'entrée est payante.